# Hvalfjarðareyri
Hvalfjarðareyri är en udde i republiken Island.   Den ligger i regionen Höfuðborgarsvæði, i den västra delen av landet, 24 km norr om huvudstaden Reykjavík.
Terrängen inåt land är kuperad söderut, men norrut är den platt. Runt Hvalfjarðareyri är det tätbefolkat, med 397 invånare per kvadratkilometer. Närmaste större samhälle är Akranes, 16,7 km väster om Hvalfjarðareyri. Trakten runt Hvalfjarðareyri består i huvudsak av gräsmarker.
Inlandsklimat råder i trakten. Årsmedeltemperaturen i trakten är −1 °C. Den varmaste månaden är juli, då medeltemperaturen är 10 °C, och den kallaste är februari, med −8 °C.